# Maia (Stern)
Maia (Bedeutung etwa „Großmutter“, „Amme“, „die Große“) ist der Eigenname des zu den Plejaden gehörenden Sterns 20 Tauri im Sternbild Stier.

## Eigenschaften
Maia hat eine scheinbare Helligkeit von +3,87 mag und gehört der Spektralklasse B8III an. Er ist ca. 360 Lichtjahre von der Erde entfernt (Hipparcos Datenbank). Gemäß Messungen der Gaia-Mission, befindet sich der Stern in einer Entfernung von 340 ± 30 Lichtjahren Entfernung. Damit wäre er einer der nächsten Sterne der Plejaden.
Als veränderlicher Stern gehört der Stern zu den Alpha2-Canum-Venaticorum-Sternen. Er gehört außerdem zur besonderen Sternklasse der Quecksilber-Mangan-Sterne.
Des Weiteren ist der Stern Teil des Maia-Nebels NGC 1432, eines Reflexionsnebels.

## Bedeckungen

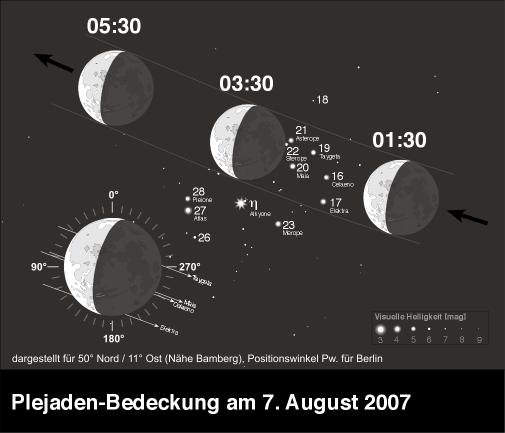
Plejaden-Bedeckung durch den Mond am 7. August 2007

Maia kann, wie alle Sterne der Plejaden, gelegentlich vom Mond bedeckt werden.
Die nächsten zeitweiligen Bedeckungen sind wieder ab dem Jahr 2024 zu erwarten.

## Mythologie

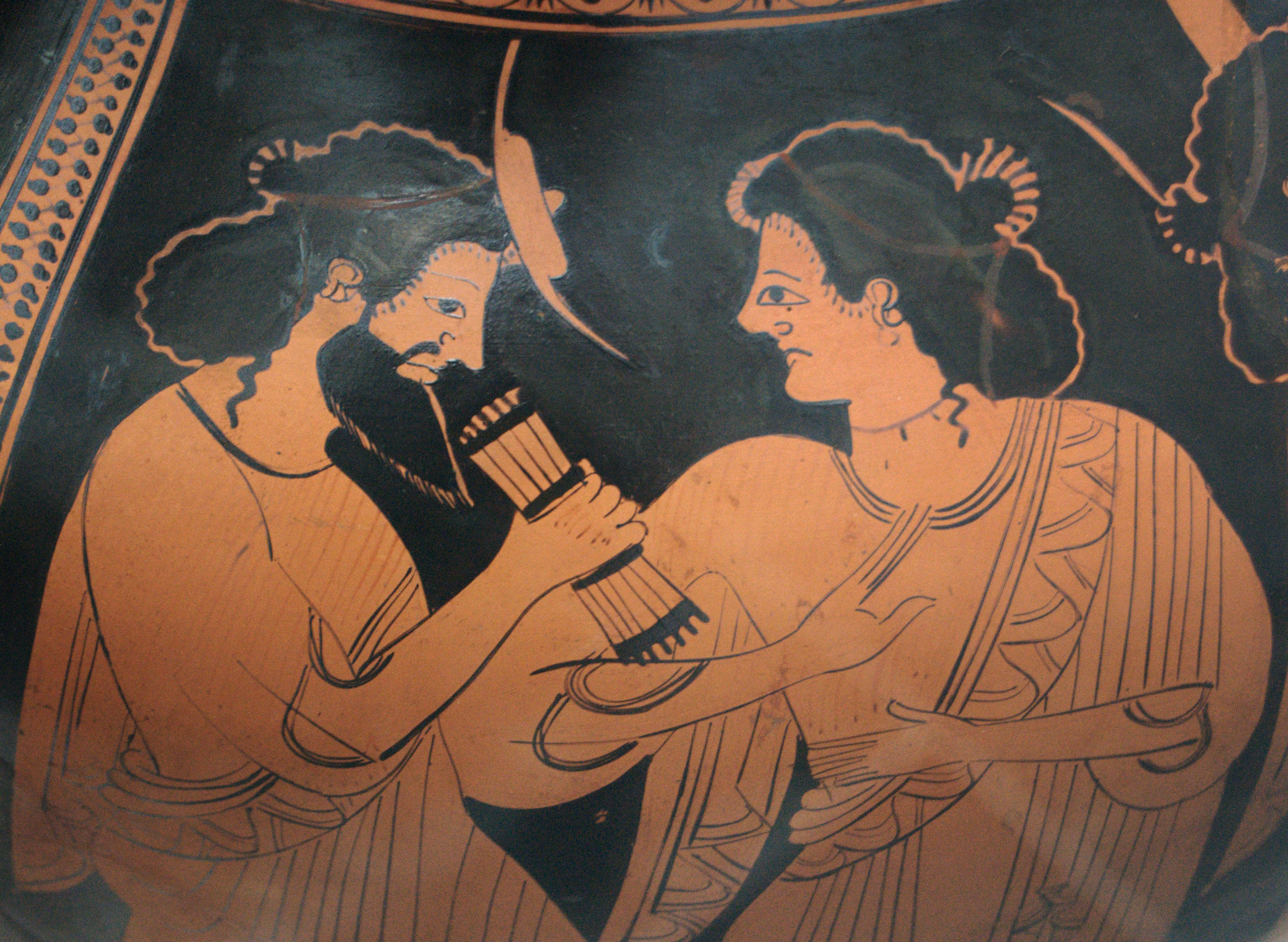
Götterversammlung auf dem Olymp: Hermes mit Maia, Detail einer attisch-rotfigurigen Amphora des Nikoxenos-Malers, um 500 v. Chr., Staatliche Antikensammlungen 2304

Maia (altgriechisch Μαῖα, Μαίας oder Μαίη) ist eine der sieben Plejaden in der griechischen Mythologie.
Sie ist die Tochter des Titanen Atlas und Pleione und wird durch Zeus die Mutter des Hermes.